# Паола Нунес
Паола Нунес Ривас (на испански: Paola Núñez Rivas) е мексиканска актриса и продуцент.

## Биография
Паола Нунес Ривас е родена на 6 април, 1978 г. в Текате, Баха Калифорния, Мексико. Братовчедка е на актьора Рафаел Амая. На 12 години започва нейната кариера в театъра, а на 16 години завършва школата на TV Azteca. Живее в Текате със семейството си до 20-годишна възраст, когато решава да поеме по свой път и да бъде независима. Считана е за една от най-красивите и талантливи мексикански актриси, тъй като въпреки младостта си има стабилна кариера и е участвала във важни и големи продукции, които са били от значение за актьорската кариера на Паола. Владее английски език и е почитател на екстремните спортове.

## Кариера
На 12 години започва кариерата ѝ в театъра, а на 16 години в телевизията. Става по-известна с ролята на Барбара в теленовелата „Любов под охрана“ заедно с Андрес Паласиос с който по-късно играе отново в продукцията „Животът продължава“ и поддържа добро приятелство. През 2007 г. участва в кампанията на Грийнпийс с цел обществената информираност по въпроса за глобалното затопляне. През юли 2010 г. играе в театралната постановка „Cinco mujeres usando el mismo vestido“. Изпълнява ролята на злодейка в мини сериала „Cien Años de Perdón“. През 2014 г. подписва договор с американската компания Телемундо и изпълнява главната роля на Рейна Ортис в теленовелата „Кралица на сърца“, заедно с Еухенио Силер, Катрин Сиачоке, Хуан Солер и Лаура Флорес.

## Личен живот
Актрисата има връзка от 2011 г. с актьора Родолфо Валдес и през 2013 г. обявява годежа си него.

## Филмография

### Теленовели и Филми
- Кралица на сърца (Reina de Corazones) (2014) – Рейна Ортис
- Dariela los martes (2014)
- El Charro Misterioso (2013) – Соня
- Cien Años de Perdón (2013) – Ана Клаудия
- Съдба (Destino) (2013) – Валерия Гонсалес дел Сол/Валерия Риос де Монтесинос
- Detrás del Poder (2013) – Моника
- Deseos (2013) – Ховенсита
- Los Inadaptados (2011) – Лукресия
- Depositarios (2010) – Вероника
- Sin ella (2010) – Алехандра
- Тъмна страст (Pasion Morena) (2009/10) – Морена Мадригал Руеда де Саломон
- Tres Piezas de Amor en un Fin de Semana (2009) – Тереса
- Животът продължава (Mientras haya vida) (2007) – Елиса Монтеро
- Любов под охрана (Amor en custodia) (2005/06)
- Ver Oir y Callar (2005)
- За какво говорят жените (Lo que callamos mujeres) (2005) – Диана
- Поглед на жена:Завръщането (Mirada de Mujer:El Regreso) (2004/05) – Диана
- Miss Carrusel (2004) – Клаудия
- Tan Infinito como el Desierto (2004)
- La Vida es una Canción (2004) – Маргарита
- Петте Хуани (Las Juanas) (2004) – Хуана Микаела
- Колелата на любовта (Subete a mi moto) (2002) – Летисия
- Като на кино (Como el cine) (2001/02) – Карен

### Театър
- Cinco Mujeres Usando el mismo Vestido
- La Enfermedad de la Juventud
- El Graduado
- Las Princesas y sus Príncipes
- Rainman
- Un, Dos, Tres por mi y Todos mis Amores

## Награди
| Година | Награда                                                 | Категория                    | Продукция                               | Резултат  |
| ------ | ------------------------------------------------------- | ---------------------------- | --------------------------------------- | --------- |
| 2006   | Diosas de Plata                                         | Женско откритие              | Ver, Oir y Callar                       | Номиниран |
| 2006   | Premios Bravo                                           | Най-добро актьорско откритие | Любов под охрана                        | Победител |
| 2012   | Premios de la Agrupación de Periodistas Teatrales (APT) | Най-добра комедийна актриса  | Un, Dos, Tres por mi y Todos mis Amores | Победител |
| 2013   | 55 Premios Ariel                                        | Най-добър грим               | Себе си                                 | Победител |